# Kliščiїvka
Kliščiїvka (in ucraino Кліщіївка?; fino al 1945 Karlivka, in ucraino Карлівка?), è un villaggio dell'Ucraina situato nel distretto di Bachmut, nell'oblast' di Donec'k.

## Storia
Nel villaggio fu edificata nel 1841 la Chiesa dell'Intercessione. Fino al 1945 ha mantenuto il nome di Karlivka, mentre la denominazione attuale apparve soltanto successivamente.
L'insediamento è stato teatro di numerosi scontri durante l'invasione russa dell'Ucraina del 2022, in particolare nell'ambito della battaglia di Bachmut. La battaglia per il villaggio è iniziata il 29 novembre 2022, e il 19 gennaio il leader del Gruppo Wagner Evgenij Prigožin ne ha annunciato la conquista. Il settore è stato difeso dalla 3ª Brigata d'assalto, 4ª Brigata di reazione rapida, 28ª e 53ª Brigata meccanizzata. Tuttavia, dopo essersi ritirate, le forze ucraine hanno mantenuto il controllo del sistema di fortificazioni sulla collina dominante l'abitato fino a marzo, impedendo così l'aggiramento delle proprie posizioni da parte dei russi. In seguito alla conquista delle alture, è stata possibile l'avanzata russa all'interno della città di Bachmut, occupata alla fine di maggio.
A partire da luglio i contrattacchi ucraini, condotti principalmente dalla 3ª e dalla 5ª Brigata d'assalto, hanno inflitto gravi perdite alle unità russe nella zona di Kliščiїvka, arrivando a riconquistarla il 23 luglio.